# Camellia petelotii
Trà hoa petelot hay Trà hoa vàng Tam Đảo (tên khoa học: Camellia petelotii Var) là một loài thực vật có hoa trong họ Theaceae. Loài này được Elmer Drew Merrill mô tả khoa học lần đầu tiên năm 1924 dưới danh pháp Thea petelotii. Năm 1949, Joseph Robert Sealy chuyển loài này sang chi Camellia mở rộng như là Camellia petalotii Var.

## Đặc điểm
Cây bụi hoặc cây gỗ nhỏ, cao 3–5 m, cành non màu xám nhạt, nhẵn. Lá có cuống, dài 1,3–2 cm, lõm phía trên, nhẵn, lá dạng da, dày, hình bầu dục thuôn, đôi khi hình bầu dục hoặc thuôn, dài 13,5–17 cm, rộng 5–6 cm, mặt trên phiến lá màu xanh đậm, mặt dưới xanh sáng với nhiều điểm tuyến màu nâu nhạt, nhẵn, gốc lá hình nêm hoặc nêm rộng, chóp lá có mũi nhọn. mép lá có răng cưa nhọn nhưng cách nhau không đều, gân bên 10-12 cặp. Hoa trà vàng petelotii màu vàng, mọc đơn độc ở đầu các cành non, đường kính khi nở khoảng 4,7 cm. Cuống hoa to, dài 1-1,2 cm, trên mang khoảng 9-10 lá bắc con xếp sít nhau, hình vẩy hoặc hình trứng rộng, cao 1,5–3 mm, rộng 3–5 mm, mép và mặt trong có lông. Lá đài 5, hình trứng rộng ngược, cao 6–8 mm, rộng 5–9 mm, có lông như ở lá bắc, lá bắc và lá đài tồn tại khi quả chín. Cánh hoa gồm 14 cánh, hình trứng rộng ngược, bầu dục, dài 1,7–3 cm, rộng 1,5-1,8 cm. cánh hoa bên ngoài có lông mịn màu trắng ở mặt ngoài, tất cả hợp với nhau và với bộ nhị khoảng 8 mm ở gốc. Bộ nhị nhiều, cao khoảng 2,3 cm, hợp vòng ngoài khoảng 1,3 cm, chỉ nhị bên trong rời, có lông. Bộ nhụy gồm 3 lá noãn hợp thành bầu 3 ô, cao 2–3 mm, không lông, vòi nhụy 3, rời, dài 1,5–2 cm, không lông. Quả trà hoa vàng petelotii hình cầu dẹt, đường kính 4–5 cm, cao 2,8-3,2 cm. Hạt dài 1–2 cm, có lông.
Mùa ra hoa: Mùa đông tới đầu mùa xuân năm sau.
Sinh thái: Loài trà hoa vàng này mọc trong rừng thường xanh ở độ cao 950-1.100 m.
Phân bố: Vĩnh Phúc, VQG Tam Đảo. Loài đặc hữu của Việt Nam.
Năm 2000, nghiên cứu của Đỗ Đình Tiến về đặc điểm hình thái, sinh thái, và khả năng nhân giống bằng hom loài trà hoa vàng Tam Đảo. Tác giả đã đánh giá được các đặc điểm hình thái, sinh thái, sinh trưởng của loài này cũng như các điều kiện môi trường tác động tới sự sinh trưởng phát triển của loài, và thử nghiệm nhân giống vô tính thành công phục vụ trong công tác bảo tồn, phát triển trồng rừng và làm cảnh.

## Phân bố
Tại Việt Nam, loài chỉ thấy có ở Vườn quốc gia Tam Đảo với cá thể loài còn rất ít. Đây là loài bản địa và quý hiếm, với phân bố rất hẹp của Việt Nam trong khu vực Tam Đảo, Vĩnh Phúc.
Trên thế giới, loài trà hoa vàng này trong tự nhiên được cho là sinh sống trong các khu rừng có độ cao từ 100 – 900m tại khu vực miền nam Quảng Tây (Trung Quốc) và một số địa phương thuộc các tỉnh miền núi phía bắc Việt Nam như: Tam Đảo (Vĩnh Phúc), Ba Chẽ (Quảng Ninh), Ba Vì (thành phố Hà Nội). Tuy nhiên, tại Ba Vì và Ba Chẽ người ta vẫn chưa tìm thấy loài này. Trong đó, Tam Đảo được các nhà nghiên cứu đánh giá là địa phương có điều kiện khí hậu, thổ nhưỡng rất phù hợp với sự sinh trưởng và phát triển của loại cây này. Quá trình điều tra tại Vườn Quốc gia Tam Đảo đã phát hiện và thống kê được có 16 loài trà, thuộc chi Chè trong họ Chè. Trong đó trà hoa vàng Tam Đảo có dạng thân bụi đến gỗ nhỏ, cao từ 2 – 15 m, mùa hoa từ tháng 10 đến tháng 3 năm sau. Hoa của loại cây này có màu vàng tự nhiên rất đặc trưng, phân bố rải rác trong các khu vực rừng tự nhiên, ven khe suối, đặc biệt tại độ cao 900 đến 1.200 mét so với mặt nước biển xuất hiện loài petelotii (Camellia petelotii (Merrill) Sealy, Kew Bull. 4: 219. 1949. 金花茶 - kim hoa trà) là loài có giá trị nhất trong các loài trà hoa vàng ở Việt Nam nhưng cá thể còn không nhiều

## Sử dụng
Camellia petelotii theo các nghiên cứu của y học phương Tây, các hợp chất được chiết xuất từ lá và hoa của loại cây này có khả năng kiềm chế 33,8% sự sinh trưởng của các khối u, giúp giảm đến 35% hàm lượng cholesterol trong máu, giảm triệu chứng xơ vữa động mạch do máu nhiễm mỡ, điều hòa huyết áp, hạ đường huyết, chữa kiết lỵ, đại tiện ra máu, điều trị tốt các bệnh về hô hấp, bài tiết. Hoạt chất của trà hoa vàng Tam Đảo dùng trong điều chế thuốc kháng sinh, thanh nhiệt giải độc, tăng cường sức khỏe, tái tạo tế bào, làm tươi mới cơ thể. Ngoài ra, hạt của loại cây này có thể chiết xuất tinh dầu, dùng làm mỹ phẩm cao cấp, thực phẩm chức năng;
Trà hoa vàng Tam Đảo là loài cây quý phái nên cũng có giá trị làm cây cảnh rất cao và giá trị, gỗ cứng có thể làm hàng mỹ nghệ hoặc đồ dùng gia đình. Với hàng loạt công dụng, trà hoa vàng Tam Đảo có giá bán rất cao trên thị trường. Hoa khô có giá trung bình là 15 triệu đồng/kg. Sau khi chế biến, đóng gói ở Trung Quốc, loại hoa này có thể được bán với giá 120 triệu đồng/kg, gấp nhiều lần so với giá thu mua tại Việt Nam.